# Абрамов, Иван Михайлович
Иван Михайлович Абра́мов (14 марта 1955 года, Минск, Белорусская ССР — 14 апреля 2008 года) — белорусский учёный-экономист, доктор экономических наук.

## Биография
Родился 14 марта 1955 года в городе Минске, Беларусь.
В 1976 году окончил Белорусский государственный институт народного хозяйства. Кандидатская диссертация по теме «Материальное стимулирование разработчиков новой техники» была защищена в 1982 году. В 1994 защитил докторскую диссертацию по теме «Экономические циклы и управление народным хозяйством (на примере развития советской экономики 1 1951—1990 гг.)»
Проработал в Институте экономики НАН Беларуси с 1977 по 2008 год. Был заведующим отделом эффективности производственного потенциала Института экономики НАН Беларуси.
За свою монографию «Циклы в развитии СССР» Абрамов в 1995 году получил медаль Н. Д. Кондратьева, учреждённую Российской Академией наук и Международным фондом Н. Д. Кондратьева.
Был секретарём Совета по защите докторских диссертаций при Институте экономики НАН Беларуси, членом советов по защите диссертаций БГУ и БГЭУ, членом экспертных советов по экономике ВАК и ГКНТ, экспертом многих экономических изданий.
Скоропостижно скончался в 2008 году. В то время занимал пост главного научного сотрудника Института экономики НАН Беларуси.

## Научная деятельность
Абрамов занимался исследованием экономических циклов на примере СССР, изучал причины неравномерного развития народного хозяйства, разрабатывал варианты развития экономики до 2000 года. На основе анализа опыта западноевропейских стран пытался выработать варианты развития экономики Беларуси. Изучал также финансово-промышленные группы, инвестиционную политику, эффективность производственного потенциала.
Автор более чем 140 научных трудов.

### Основные труды
- Циклы в развитии экономики СССР. Мн., 1990
- Проблемы реформирования белорусской экономики. Мн., 1996. (в соавт.).
- Финансовые группы и перспективы их создания. В кн.: Рыночное реформирование экономики. Мн., 1996.
- Экономические кризисы-катастрофы и пути их преодоления. Мн., 2001.
- Экономика Беларуси: пути стабилизации и социально-экономического обновления. Мн., 1995. (в соавторстве).